# Pieter Sisk
Pieter Sisk (* 8. Dezember 1999 in Löwen) ist ein belgischer Mittelstreckenläufer, der sich auf die 800-Meter-Distanz spezialisiert hat. Über diese Distanz gewann er 2024 die Bronzemedaille bei den Hallenweltmeisterschaften in Istanbul.

## Sportliche Laufbahn
Erste internationale Erfahrungen sammelte Pieter Sisk im Jahr 2016, als er bei den erstmals ausgetragenen Jugendeuropameisterschaften in Tiflis mit 4:04,90 min in der Vorrunde im 1500-Meter-Lauf ausschied. 2018 schied er bei den U20-Weltmeisterschaften in Tampere mit 1:49,82 min im Halbfinale über 800 Meter aus und 2021 gelangte er bei den U23-Europameisterschaften in Tallinn mit 1:47,99 min auf Rang sieben. 2024 kam er bei den Europameisterschaften in Rom mit 1:45,87 min nicht über den Vorlauf hinaus und anschließend schied er bei den Olympischen Sommerspielen in Paris mit 1:45,49 min in der Hoffnungsrunde aus. Im Jahr darauf verpasste er bei den Halleneuropameisterschaften in Apeldoorn mit 3:42,02 min den Finaleinzug im 1500-Meter-Lauf.
2024 wurde Sisk belgischer Meister im 1500-Meter-Lauf im Freien sowie 2025 in der Halle.

## Persönliche Bestzeiten
- 800 Meter: 1:43,48 min, 22. August 2024 in Lausanne
  - 800 Meter (Halle): 1:46,10 min, 27. Januar 2024 in Apeldoorn
- 1000 Meter: 2:15,52 min, 7. Juli 2024 in Hengelo
  - 1000 Meter (Halle): 2:17,17 min, 3. Februar 2024 in Gent (belgischer Rekord)
- 1500 Meter: 3:35,12 min, 10. Juni 2023 in Oordegem
  - 1500 Meter (Halle): 3:36,71 min, 19. Januar 2025 in Luxemburg